# Claudius Malosinus
Claudius Malosinus est un questeur romain intègre, de la bande dessinée Astérix, de René Goscinny et Albert Uderzo. 
Son nom vient de "mal aux sinus".
Il apparaît dans l'album Astérix chez les Helvètes. 
Il est envoyé par Jules César pour vérifier les comptes du gouverneur de Condate (Rennes), Gracchus Garovirus. Celui-ci, qui détourne l'argent des impôts à son profit, cherche tout d'abord à corrompre Malosinus. N'y parvenant pas, il tente de l'empoisonner. Devant l'incompétence des médecins de la garnison, Claudius Malosinus fait appel au druide Panoramix pour lui sauver la vie. Ce dernier emmène le questeur “en otage” dans le village gaulois, pour le mettre à l'abri d'une nouvelle tentative d'assassinat de Garovirus, et envoie Astérix et Obélix chercher un edelweiss en Helvétie, ingrédient essentiel de la potion pour guérir le questeur.
Une fois guéri, et avec un doigt de potion magique, Claudius Malosinus assomme Garovirus.
Il est le seul romain à être invité au traditionnel banquet du village gaulois sans s'y faire frapper.
Dans le film Astérix et Obélix contre César, Malosinus est le collecteur d'impôts qui vient au village d'Astérix, il s'agit en fait d'un mélange entre deux personnages de la bande dessinée, le questeur Claudius Malosinus d'Astérix chez les Helvètes et le collecteur d'impôts dans Astérix et le Chaudron. Il est interprété par Michel Muller.